# Эдвард, герцог Кентский
Об отце королевы Виктории, сыне Георга III, см. Эдуард Август, герцог Кентский
Принц Э́двард, ге́рцог Ке́нтский (англ. Prince Edward, Duke of Kent; род. 9 октября 1935 года), полное имя — Эдвард Джордж Николас Патрик Пол (англ. Edward George Nicholas Patrick Paul) — член британской королевской семьи, внук короля Георга V, двоюродный брат королевы Елизаветы II и двоюродный дядя короля Карла III. Фельдмаршал британской армии (11 июня 1993).
Получил титулы герцога Кентского, графа Сент-Эндрюса и барона Даунпатрика в семилетнем возрасте в 1942 году после гибели в авиакатастрофе своего отца, принца Джорджа, 1-го герцога Кентского.
Эдвард, по традиции британской королевской семьи, занимает масонскую должность, он — великий мастер Объединённой великой ложи Англии (ранее им был его отец Джордж Кентский). Наиболее известен как президент Всеанглийского клуба лаун-тенниса и крокета, награждает победителя Уимблдонского турнира. Также президент Ассоциации бойскаутов.
Резиденция — Рен-Хаус, Кенсингтонский дворец, Лондон.

## Ранняя биография
Старший сын принца Джорджа, герцога Кентского, и греческой принцессы Марины. Родился 9 октября 1935 года в Вестминстере. После того как его отец погиб в авиакатастрофе в 1942 году он получил титул герцога Кентского, на тот момент принцу было 6 лет.
Учился в частной школе Institut Le Rosey в Швейцарии.
В 1953 году семнадцатилетний принц принял участие в коронации своей кузины Елизаветы II.

## Масонство
16 декабря 1963 года, в возрасте 28 лет, герцог был посвящён в масонскую «Королевскую Альфа ложу» № 16. Он является 10-м великим мастером Объединённой великой ложи Англии, руководящим органом масонства в Англии и Уэльсе. Он находится на этой должности с 1967 года, таким образом, занимая этот пост самое продолжительное время среди всех великих мастеров. В декабре 2013 года он отпраздновал своё 50-летие в качестве масона.

## Семья и порядок наследования британского престола
8 июня 1961 года герцог Кентский женился на Катарине Уорсли. В 1994 году она приняла католицизм, но Эдвард не потерял при этом прав на престол; по Акту об устроении 1701 года, права на престол теряет только принявший сам католицизм или вступивший в брак с католиком (Катарина в момент брака была протестанткой). Будучи в момент рождения 7-м в списке наследников британского престола, с января 2025 года находится на 42-м месте в порядке наследования.
У герцога и герцогини Кентских трое детей:
- Георг (Джордж), граф Сент-Эндрюс (род. 26 июня 1962), наследник титула;
- Леди Хелен Тейлор (род. 28 апреля 1964);
- Лорд Николас Виндзор (род. 25 июля 1970).

До 2015 года оба сына герцога Кентского не имели прав на британский престол: Джордж женился на католичке, а Николас принял католицизм сам. Дети Джорджа (кроме младшей, Амелии) также утратили, в свою очередь, права на престол в подростковом возрасте, так как прошли конфирмацию как католики. Всё это, однако, не препятствовало сыновьям и внукам Эдварда наследовать по мужской линии титул герцога Кентского: пэры могли быть католиками. Вся эта ситуация несколько изменилась в 2015 году, когда после внесения изменений в британском законодательстве, старший сын герцога вновь оказался в списке престолонаследников. Однако младший сын и внуки-католики по прежнему не имеют прав на британский престол. Дочь Эдварда, леди Элен Тейлор, и её четверо детей — протестанты и всегда находились в порядке наследования.

## Личный герб и награды

### Награды
| Страна         | Дата           | Награда                                                                    | Награда                                                                    | Литеры |
| -------------- | -------------- | -------------------------------------------------------------------------- | -------------------------------------------------------------------------- | ------ |
| Великобритания | 1937           | Коронационная медаль короля Георга VI                                      | Коронационная медаль короля Георга VI                                      |        |
| Великобритания | 1953           | Коронационная медаль королевы Елизаветы II                                 | Коронационная медаль королевы Елизаветы II                                 |        |
| Великобритания | 1960           | Рыцарь Большого креста Королевского Викторианского ордена                  | Рыцарь Большого креста Королевского Викторианского ордена                  | GCVO   |
| Сьерра-Леоне   | 1961           | Медаль Независимости Сьерра-Леоне                                          | Медаль Независимости Сьерра-Леоне                                          |        |
| Уганда         | 1963           | Медаль Независимости Уганды                                                | Медаль Независимости Уганды                                                |        |
| Гайана         | 1966           | Медаль Независимости Гайаны                                                | Медаль Независимости Гайаны                                                |        |
| Великобритания |                | Великий Мастер                                                             | ордена Святого Михаила и Святого Георгия                                   |        |
| Великобритания | 1967           | Рыцарь Большого креста                                                     | ордена Святого Михаила и Святого Георгия                                   | GCMG   |
| ООН            | 1970           | Медаль за участие в миротворческой миссии ООН по поддержанию мира на Кипре | Медаль за участие в миротворческой миссии ООН по поддержанию мира на Кипре |        |
| Великобритания | 6 февраля 1977 | Медаль Серебряного юбилея королевы Елизаветы II                            | Медаль Серебряного юбилея королевы Елизаветы II                            |        |
| Англия         | 1985           | Рыцарь ордена Подвязки                                                     | Рыцарь ордена Подвязки                                                     | KG     |
| Норвегия       | 1988           | Кавалер Большого креста ордена Святого Олафа                               | Кавалер Большого креста ордена Святого Олафа                               |        |
| Польша         | 2 апреля 1997  | Кавалер Большого креста ордена Заслуг перед Республикой Польша             | Кавалер Большого креста ордена Заслуг перед Республикой Польша             |        |
| Швеция         | 6 ноября 2000  | Кавалер ордена Карла XIII                                                  | Кавалер ордена Карла XIII                                                  |        |
| Великобритания | 6 февраля 2002 | Медаль Золотого юбилея королевы Елизаветы II                               | Медаль Золотого юбилея королевы Елизаветы II                               |        |
| Великобритания | 6 февраля 2012 | Медаль Бриллиантового юбилея королевы Елизаветы II                         | Медаль Бриллиантового юбилея королевы Елизаветы II                         |        |
| Греция         |                | Кавалер Большого креста ордена Святого Георгия и Святого Константина       | Кавалер Большого креста ордена Святого Георгия и Святого Константина       |        |
| Непал          |                | Кавалер ордена Тришакти Патта 1 класса                                     | Кавалер ордена Тришакти Патта 1 класса                                     |        |
| Либерия        |                | Кавалер Большой ленты ордена Звезды Африки                                 | Кавалер Большой ленты ордена Звезды Африки                                 |        |
| Иордания       |                | Кавалер Большой ленты ордена Возрождения                                   | Кавалер Большой ленты ордена Возрождения                                   |        |
| Иордания       |                | Кавалер Большой ленты ордена Звезды Иордании                               | Кавалер Большой ленты ордена Звезды Иордании                               | GCSJ   |
| Саксония       | 21 мая 2015    | Кавалер ордена «За заслуги перед Свободным государством Саксония»          | Кавалер ордена «За заслуги перед Свободным государством Саксония»          |        |

Как член королевской семьи, имеет личный герб, основанный на гербе монарха Соединённого Королевства.

### Блазон
Четверочастный щит: в первом и четвёртом поле герб Англии — три золотых леопарда с лазоревым вооружением в червлёном поле, во втором поле герб Шотландии — в золотом поле с червлёной двойной внутренней каймой, проросшей лилиями червлёный восстающий лев с лазоревым вооружением, в третьем поле герб Ирландии — золотая арфа с серебряными струнами в лазоревом поле. Поверх щита серебряное титло о пяти концах, три из которых попеременно обременены лазоревым морским якорем, а два — крестом святого Георгия.
Щит окружает лента ордена Подвязки.
Щитодержатели: справа — британский, коронованный открытой короной внуков суверена, лев c серебряным титлом (как в щите) на шее; слева — шотландский единорог с короной внуков суверена и серебряным титлом (как в щите) на шее.
Щит коронован короной внуков суверена с шапкой пэра внутри.
Нашлемник: золотой, коронованный открытой короной внуков суверена, леопард с серебряным титлом (как в щите) на шее, стоящий на короне внуков суверена.

## Комментарии
1. ↑  В 1935 году принцу Эдварду Кентскому в списке британских престолонаследников предшествовали:
  1. Дэвид, принц Уэльский (будущий Эдуард VIII, его дядя);
  2. Альберт, герцог Йоркский (будущий Георг VI, другой дядя);
  3. принцесса Элизабет Йоркская (будущая Елизавета II, двоюродная сестра);
  4. принцесса Маргарет Йоркская (другая двоюродная сестра);
  5. Генри, герцог Глостерский (третий дядя);
  6. Георг, герцог Кентский (отец).